# Saint-Honoré-les-Bains
Saint-Honoré-les-Bains är en kommun i departementet Nièvre i regionen Bourgogne-Franche-Comté i de centrala delarna av Frankrike. Kommunen ligger i kantonen Moulins-Engilbert som tillhör arrondissementet Château-Chinon (Ville). År 2022 hade Saint-Honoré-les-Bains 687 invånare.

## Befolkningsutveckling
Antalet invånare i kommunen Saint-Honoré-les-Bains
| Referens: INSEE |